# علم التحريك

علم التحريك أو علم الحركة أو الحركيات أو الديناميات (بالإنجليزية: Dynamics)‏ وتنقحر إلى الديناميكا، وعلم الديناميكا، هي إحدى فروع الميكانيكا الكلاسيكية التي‌ تختص بدراسة القوى والعزوم وتأثيرها علي حركة الأجسام أي الحركة ومسبباتها. على العكس من علم الحركة المجردة الذي يدرس الحركة فقط بدون أخذ مسبباتها بعين الاعتبار. وقد وضع إسحاق نيوتن القوانين الفيزيائية الأساسية الحاكمة لعلم الديناميكا والتي تعرف باسم قوانين نيوتن للحركة وأهمها القانون الثاني. ولكن بالطبع يتم الأخذ بنظر الاعتبار جميع القوانين لترابطها مع العلم.

## المبادئ
بشكل عام يدرس الباحثون في علم الديناميكا التغيرات التي تطرأ علي نظام فيزيائي بمرور الزمن واسباب هذه التغيرات، والتي استطاع نيوتن كما ذكرنا أن يضع قوانين تسهل من فهمها ودراستها.

## الديناميكا الخطية والدورانية
تنقسم دراسة الديناميكا إلي جزئين:
- الديناميكا الخطية: وتختص بحركة الأجسام في خطوط مستقيمه.وتشتمل علي كميات فيزيائية كالقوة والكتلة والسرعة ومعدل التسارع والإزاحة.
- الديناميكا الدورانية: تختص بحركة الأجسام في مسار منحني وتشتمل علي كميات فيزيائية مثل العزم الدوراني والإزاحة الزاوية وعزم القصور الذاتي والسرعة الزاوية.

تُصف الديناميكية للنظام الكلاسيكي الذي يشمل كلا من الميكانيكية والكهرومغناطيسية عن طريق الجمع بين قوانين نيوتن وقوة لورنتز ومعادلات ماكسويل.

## القوة
طبقا لقانون نيوتن الثاني، تعرف القوة بأنها مقدار الجهد أو الضغط المبذول للتسبب بتسارع الجسم.وتستخدم لوصف التأثير الذي يؤدي لتسارع الجسم الحر (free body)،والتي قد تكون قوة شد أو دفع ونتيجة لها يتغير اتجاه الجسم وسرعته وقد تسبب له تشوها مؤقتا أو دائم.وبشكل عام تسبب القوة تغيرا في حركة الجسم.

## قوانين نيوتن للحركة
قوانين نيوتن للحركة هي ثلاثة قوانين  فيزيائية تأسس  الميكانيكا الكلاسيكية، وتربط هذه القوانين القوى المؤثرة على الجسم بحركته. أول من جمعها هو  إسحاق نيوتن، وقد استخدم هذه القوانين في تفسير العديد من الأنظمة والظواهر الفيزيائية.
1/ الجسم الثابت يبقى ثابتا والمتحرك يبقى متحركاً بسرعة ثابتة مالم تؤثر عليه قوة تغير من حالته تلك.
2/ إذا أثرت قوة أو مجموعة قوى {\displaystyle \sum F} على جسم ما فإنها تكسبه تسارعاً {\displaystyle a} يتناسب مع محصلة القوى المؤثرة، ومعامل التناسب هو كتلة القصور الذاتي {\displaystyle m} للجسم. {\displaystyle \sum F=ma}
3/ لكل فعل رد فعل يساويه بالمقدار ويعاكسه بالاتجاه، يقعان على خط فعل واحد.